# 5266 Rauch
5266 Rauch eller 4047 T-2 är en asteroid i huvudbältet som upptäcktes den 29 september 1973 av den nederländsk-amerikanske astronomen Tom Gehrels och det nederländska astronomparet Ingrid van Houten-Groeneveld och Cornelis Johannes van Houten vid Palomarobservatoriet. Den är uppkallad efter den tyske skulptören Christian Daniel Rauch.
Asteroiden har en diameter på ungefär 10 kilometer.